# A Pesti Hengermalom Társaság régi gőzmalma
A Pesti Hengermalom Társaság régi gőzmalma vagy József Hengermalom egy budapesti gőzmalom volt.

## Története
1838-ban alakult meg a Pesti Hengermalom Társaság, és 1841-re építette fel, Hild József tervei alapján Pest első gőzmalmát a mai Budapest V. kerületeben fekvő, Nádor utca – Balaton utca – Honvéd utca – Klotild utca által határolt telken (Klotild u. 6.). Nevét József nádorról nyerte. A svájci Sulzberger-rendszerű hengerszékekkel működő üzem napi 350 mázsa búza megőrlésére volt alkalmas. A gyárhoz öntöde is épült.
A gőzmalom mindössze 9 évig működött. 1850-ben tűzvész áldozata lett, és 1851-ben az öntöde is leégett. Helyére csak 1867-ben épített a társaság újabb gőzmalmot.

## Egyéb irodalom
- Domokos Csaba: Az első pesti gőzmalom jelentős ipari fejlődést indított el – 180 éve kezdte meg működését a József Hengermalom (pestbuda.hu, 2021. szept. 22.)